# Li Wen
Dans ce nom chinois, le nom de famille, Li, précède le nom personnel.
Pour les articles homonymes, voir Li.
Li Wen (chinois : 李雯) née le 1er février 1989, est une footballeuse chinoise qui joue actuellement au poste de milieu de terrain pour Dalian Quanjian. Elle évolue en sélection nationale depuis 2012.

## Statistiques de carrière

### International
Au 7 juin 2019.
| Équipe nationale | Année | Matchs joués | Buts |
| ---------------- | ----- | ------------ | ---- |
| Chine            | 2017  | 4            | 0    |
| Chine            | 2018  | 0            | 0    |
| Chine            | 2019  | 1            | 0    |
| Total            | Total | 5            | 0    |